# Hylaeus coniceps
Hylaeus coniceps là một loài Hymenoptera trong họ Colletidae. Loài này được Blackburn mô tả khoa học năm 1886.